# Nebraska
Nebraska (wymowa:/nəˈbræskə/ⓘ) – stan w środkowej części Stanów Zjednoczonych. Ustanowiony w 1867 roku, był 37. stanem, który przystąpił do federacji. W 2024 roku osiągnął 2 mln mieszkańców. Stolicą stanu jest Lincoln, największym miastem – Omaha. 
Stan leży w obrębie pasa kukurydzianego i jest wiodącym stanem pod względem zbiorów kukurydzy. Z tego względu jego przydomek to Cornhusker State (dosł. „stan łuskaczy kukurydzy”). Jego zachodnia część należy do Wysokich Równin i wyznacza zachodnią granicę regionu Środkowego Zachodu.
Przed europejską eksploracją obszary stanu zamieszkiwały ludy Omaha, Pariki i Lakota. Stan przecina wiele historycznych szlaków, w tym ten którym podążała ekspedycja Lewisa i Clarka.
Nazwa stanu pochodzi z języka Indian Oto i znaczy „płaska woda”; odnosi się do przepływającej przez stan rzeki Platte.

## Historia
30 maja 1854 r. na mocy Ustawy o Kansas i Nebrasce powstało Terytorium Kansas i Terytorium Nebraski ze stolicą w Omaha.
Zaraz po wojnie secesyjnej, w 1867 r. Nebraska została uznana za 37. stan. W tym samym czasie stolica została przeniesiona z Omahy do miasta Lancaster, które zmieniło nazwę na Lincoln (na cześć prezydenta Abrahama Lincolna).

## Gospodarka
W 2004 r. produkt stanowy brutto wyniósł 68 miliardów dolarów, a miesięczny dochód brutto na osobę fizyczną 3 339 USD. W styczniu 2010 poziom bezrobocia w Nebrasce wynosił 4,6%.
Nebraska posiada bardzo dobrze rozwinięty sektor rolniczy i jest krajowym liderem w produkcji wołowiny, wieprzowiny, kukurydzy i soi.
Ważnymi sektorami gospodarki są również transport towarowy (kolejowy i drogowy), przemysł, telekomunikacja, informatyka i ubezpieczenia.

## Geografia

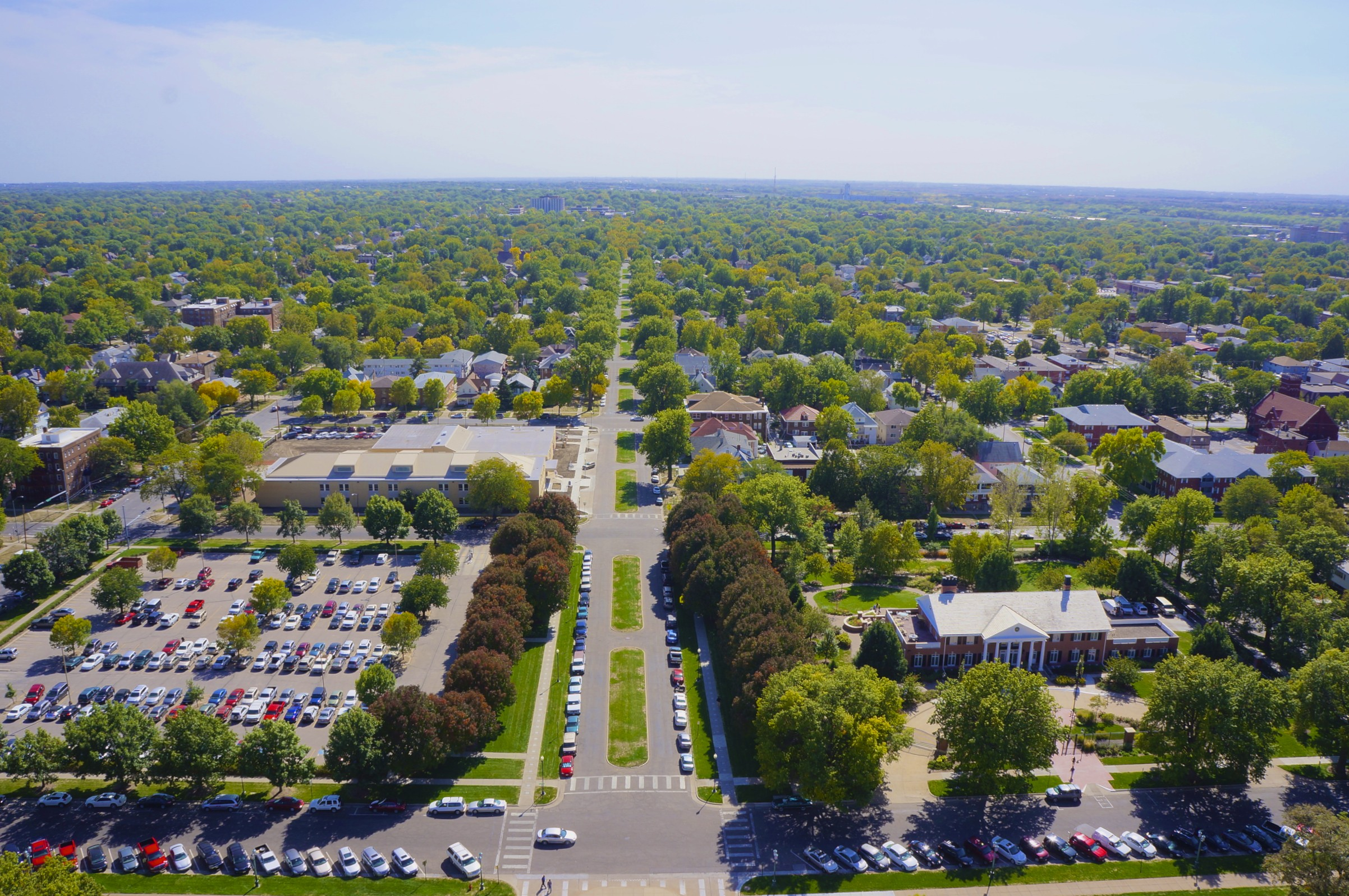
Panorama Lincoln

Nebraska graniczy ze stanem Dakota Południowa na północy, ze stanem Iowa na wschodzie, ze stanem Missouri na południowym wschodzie (granicą jest rzeka Missouri), ze stanem Kansas na południu, ze stanem Kolorado na południowym zachodzie i ze stanem Wyoming na zachodzie. Składa się z 93 hrabstw. Nebraska leży w dwóch strefach czasowych: większość hrabstw w UTC-6:00, a w Panhandle (zachodnia część stanu) UTC-7:00.
Stan Nebraska przecinają 3 rzeki z zachodu na wschód. Platte, powstająca z połączenia Platte Północnej i Platte Południowej, płynie przez centralną część stanu, Niobrara płynie przez północną część stanu, a Republican płynie przez południową część stanu. Nebraska składa się z dwóch głównych form powierzchni: Wielkie Równiny i Równiny Centralne.

### Miejscowości
Na terenie stanu Nebraska znajduje się 626 miast (city) i wsi (village), w tym 2 o liczbie ludności przekraczającej 100 000, 16 powyżej 10 000 mieszkańców, a 109 powyżej 1000 mieszkańców (2021 r.).
Lista miast zamieszkanych przez 2000 lub więcej osób (2021 r.):

- Omaha (487 300)
- Lincoln (292 657)
- Bellevue (63 737)
- Grand Island (52 335)
- Kearney (33 959)
- Fremont (27 373)
- Hastings (25 037)
- Norfolk (24 967)
- Columbus (24 123)
- Papillion (24 105)
- North Platte (22 978)
- La Vista (16 648)
- Scottsbluff (14 282)
- South Sioux City (13 814)
- Beatrice (12 209)
- Lexington (10 360)
- Gering (8435)
- York (8133)
- Alliance (7971)
- Blair (7812)
- Seward (7693)
- McCook (7356)
- Nebraska City (7202)
- Crete (7179)
- Plattsmouth (6620)
- Schuyler (6502)
- Ralston (6462)
- Sidney (6439)
- Wayne (5990)
- Holdrege (5491)
- Chadron (5229)
- Gretna (5088)
- Wahoo (4904)
- Ogallala (4823)
- Aurora (4646)
- Waverly (4385)
- Falls City (4074)
- Cozad (3915)
- Fairbury (3904)
- O’Neill (3547)
- Auburn (3478)
- West Point (3473)
- Broken Bow (3466)
- Gothenburg (3421)
- Ashland (3191)
- Minden (3111)
- Valley (3074)
- Central City (3032)
- David City (3029)
- Hickman (2832)
- Valentine (2613)
- St. Paul (2394)
- Kimball (2258)
- Madison (2216)
- Geneva (2146)
- Milford (2145)
- Ord (2108)
- Dakota City (2058)
- Imperial (2022)
- Bennington (2000)

## Demografia

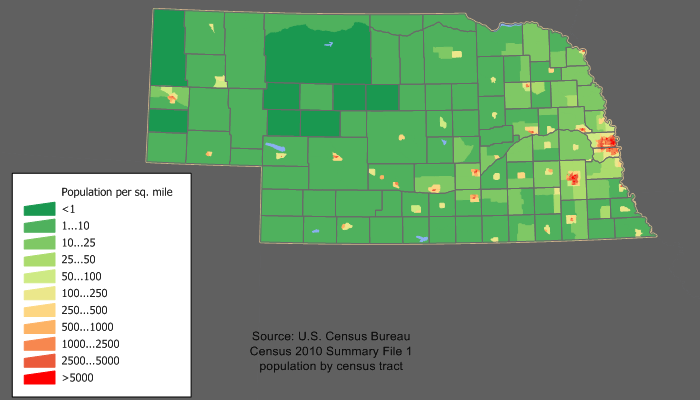
Mapa gęstości zaludnienia stanu Nebraska

Spis ludności z roku 2020 stwierdza, że stan Nebraska liczy 1 961 504 mieszkańców, co oznacza wzrost o 135 163 (7,4%) w porównaniu z poprzednim spisem z roku 2010. Dzieci poniżej piątego roku życia stanowią 6,4% populacji, 24,6% mieszkańców nie ukończyło jeszcze osiemnastego roku życia, a 16,4% to osoby mające 65 i więcej lat. 49,7% ludności stanu stanowią kobiety.

### Rasy i pochodzenie
Według danych z 2021 roku, 78,5% mieszkańców stanowiła ludność biała (76,4%, nie licząc Latynosów), 8,7% miało rasę mieszaną, 4,7% to czarnoskórzy Amerykanie lub Afroamerykanie, 2,3% to Azjaci, 1,2% to rdzenna ludność Ameryki i 0,03% to Hawajczycy i mieszkańcy innych wysp Pacyfiku. Latynosi stanowią 11,9% ludności stanu.
Do największych grup należą osoby pochodzenia niemieckiego (31,7%), irlandzkiego (11,4%), angielskiego (9,4%), meksykańskiego (8,2%) „amerykańskiego” (3,7%), czeskiego (3,5%) i szwedzkiego (3,4%). Nebraska ma zdecydowanie największy odsetek czeskich Amerykanów ze wszystkich stanów USA. Ponadto w stanie mieszka ponad 50 tys. Polaków (2,6%).  
Podobnie jak w zdecydowanej większości amerykańskich stanów, populacja Nebraski staje się coraz bardziej miejska. Wskaźnik urbanizacji wzrósł z 61,5% w 1970 roku, do 73,1% w 2010 roku. 

### Religia
Dane z 2014 r.:
- protestanci – 51%:
  - ewangelikalni – 25%,
  - głównego nurtu – 24%,
  - tradycji afroamerykańskiej – 2%,
- katolicy – 23%,

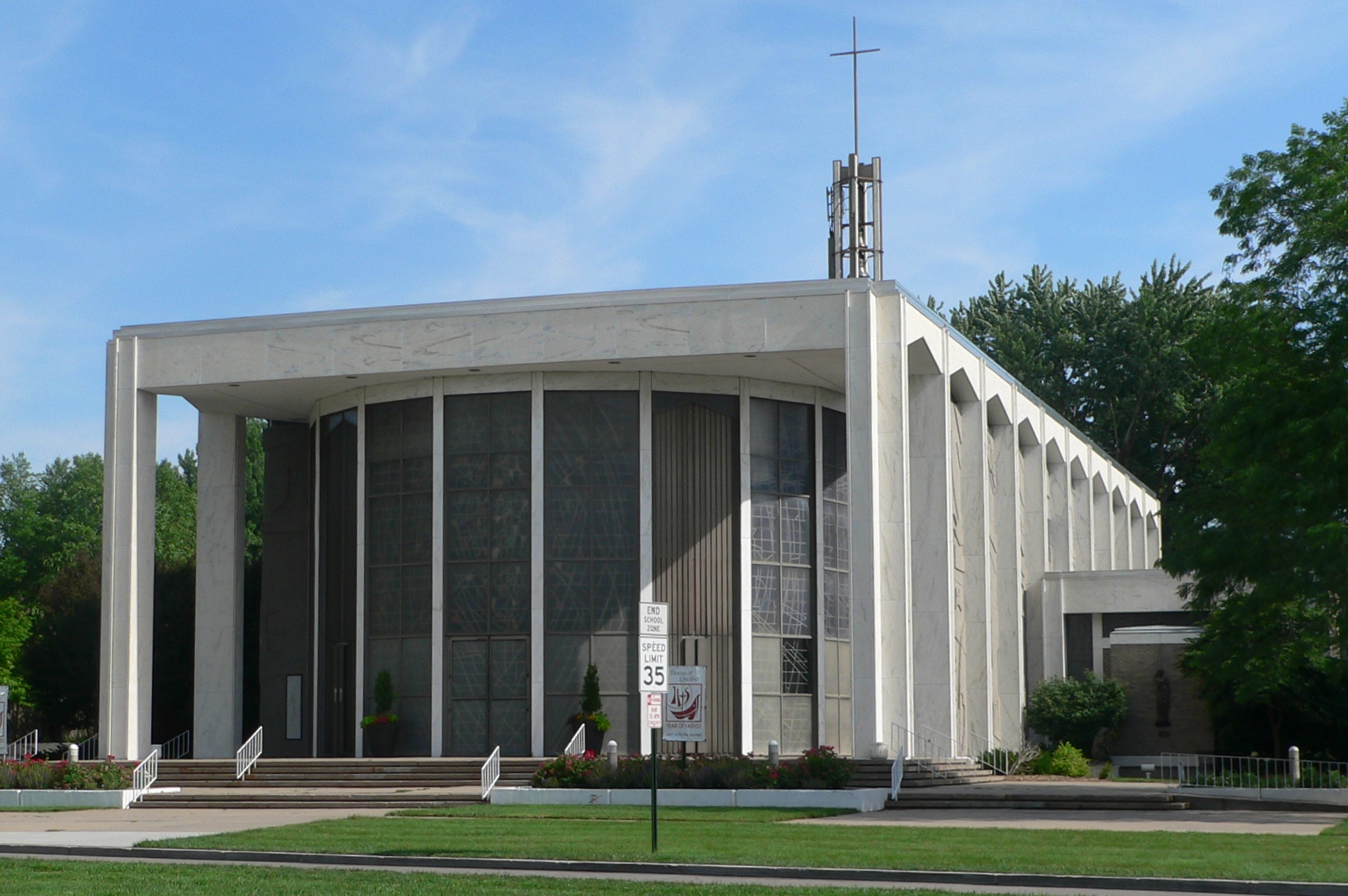
Katolicka katedra w Lincoln

- brak religii – 20% (w tym: 4% agnostycy i 1% ateiści),
- mormoni – 1%<,
- pozostałe religie – 5% (w tym: świadkowie Jehowy, hinduiści, żydzi, muzułmanie, buddyści, prawosławni, unitarianie uniwersaliści, bahaiści, irwingianie i wyznawcy Kościoła Jedności[12]).

Chociaż około połowy populacji wyznaje protestantyzm, istnieje szereg wyznań i denominacji reprezentowanych w stanie, zarówno nurtu ewangelikalnego, jak i głównego nurtu. Największą grupą wyznaniową są luteranie (ok. 15% populacji), w zależności od denominacji reprezentowani w obu nurtach. Według danych The ARDA w 2020 roku do największych związków wyznaniowych (pod względem członkostwa), należały: Kościół katolicki (375,3 tys.), Kościół Luterański Synodu Missouri (101,5 tys.), Zjednoczony Kościół Metodystyczny (92,9 tys.) i Kościół Ewangelicko-Luterański w Ameryce (87,7 tys.). Inne większe grupy (20 tys.<), obejmowały: bezdenominacyjne zbory, baptystów, różne kościoły kalwińskie, zielonoświątkowców, mormonów, campbellitów i uświęceniowców.

## Uczelnie
- University of Nebraska (Lincoln, Omaha, Kearney)
- University of Nebraska - Medical Center
- Creighton University
- Nebraska College of Technical Agriculture
- Chadron State College
- Peru State College
- Wayne State College
- Central Community College
- Little Priest Tribal College
- Metropolitan Community College
- Mid-Plains Community College
- Nebraska Indian Community College
- Northeast Community College
- Southeast Community College
- Western Nebraska Community College
- Bellevue University
- Clarkson College
- College of Saint Mary
- Concordia University
- Creighton University
- Doane University
- Grace University
- Hastings College
- Midland University
- Nebraska Christian College
- Nebraska Methodist College
- Nebraska Wesleyan University
- Summit Christian College
- Union College
- York College

## System polityczny
Jest jedynym stanem, gdzie legislatura stanowa jest jednoizbowa (stanowy Senat został zlikwidowany w 1934 r.). Do maja 2009 roku był jedynym z 38 stanów, gdzie karę śmierci wykonywano nie poprzez śmiertelny zastrzyk, a krzesło elektryczne.
Władzę ustawodawczą sprawuje Legislatura Nebraski, licząca 49 członków wybieranych na cztery lata, przy czym co dwa lata odnawiana jest połowa składu. Na czele władzy wykonawczej stoi gubernator, pochodzący z przeprowadzanych co cztery lata wyborów bezpośrednich.

## Transport

### Transport kolejowy
Nebraska ma bogatą historię kolejnictwa. Union Pacific Railroad, z siedzibą w Omaha, została zarejestrowana 1 lipca 1862 roku, przy uchwalaniu Pacific Railway Act.
Linie kolejowe w Nebrasce:
Linie towarowe:
- Brandon Railroad (BRAN)
- BNSF Railway (BNSF)
- Canadian National Railway (CN) through subsidiary Chicago Central and Pacific Railroad (CC)
- Canadian Pacific Railway (CP) through subsidiary Dakota, Minnesota and Eastern Railroad (DME)
- Fremont Northwestern Railroad (FNW)
- Iowa Interstate Railroad (IAIS)
- Kansas City Southern Railway (KCS)
- Nebkota Railway (NRI)
- Nebraska Central Railroad (NCRC)
- Nebraska Kansas Colorado Railway (NKCR)
- Nebraska Northeastern Railway (NENE)
- Nebraska Northwestern Railroad (NNW)
- Omaha, Lincoln and Beatrice Railway (OLB)
- Sidney and Lowe Railroad (SLGG)
- Union Pacific Railroad (UP)

Linie pasażerskie:
- Amtrak (AMTK)
- Fremont and Elkhorn Valley Railroad
- Omaha Zoo Railroad

### Transport drogowy
Autostrady międzystanowe w Nebrasce: 76, 80, 129, 180, 480 i 680.